# Costrittore
Costrittore (Constrictor), il cui vero nome è Frank Payne, è un personaggio dei fumetti creato da Len Wein (testi), Sal Buscema (disegni) e Ernie Chan (chine), pubblicato dalla Marvel Comics. La sua prima apparizione è in The Incredible Hulk (seconda serie) n. 212 (giugno 1977).
È un supercriminale, che opera come mercenario. A volte utilizza il nome Frank Schlicting sebbene dopo Civil War è divenuto un membro dell'Iniziativa e collabora con i supereroi registrati.

## Biografia del personaggio
Descritto come un ribelle, Frank Payne nasce come criminale mercenario, utilizzando un costume dotato di fruste elettriche sui polsi. Nella sua carriera criminale ha esordito affrontando il potente Hulk per conto di un'organizzazione criminale nota come "Corporazione".
È stato al soldo di Justin Hammer contro Iron Man e di Viper contro Capitan America, tuttavia si è sempre rivelato un criminale avido ma non sanguinario. Frank ha una figlia, Mia, che lo crede morto e lo pseudonimo "Schlicting" fu preso per consentire alla ragazza di crescere normalmente.
In passato ha combattuto contro e al fianco di molti eroi, tra cui la Bestia, Luke Cage, Pugno d'Acciaio e l'Uomo Ragno.
Dopo un pestaggio grave da Ercole, il Costrittore è stato risarcito con diversi milioni di dollari dopo avergli fatto causa. Grazie alla ricca somma, Frank non ha più bisogno di esser un super criminale, e ha deciso di essere un eroe.
Ha aderito all'Iniziativa sotto il comando di Henry Peter Gyrich, e recentemente è stato premiato con una medaglia per il suo coraggio. Qui si fidanza con Rachel Leighton (Diamante) ma durante l'Assedio ad Asgard, vedendola correre in aiuto del suo ex amante Capitan America, si convince erroneamente che lei non lo ami ma l'abbia solo sfruttato, e dunque fugge con Taskmaster in Giappone.
1. ↑  Il termine volume è usato in lingua inglese, in questo contesto, per indicare le serie, pertanto Vol. 1 sta per prima serie, Vol. 2 per seconda serie e così via.